# Whatcomské muzeum historie a umění

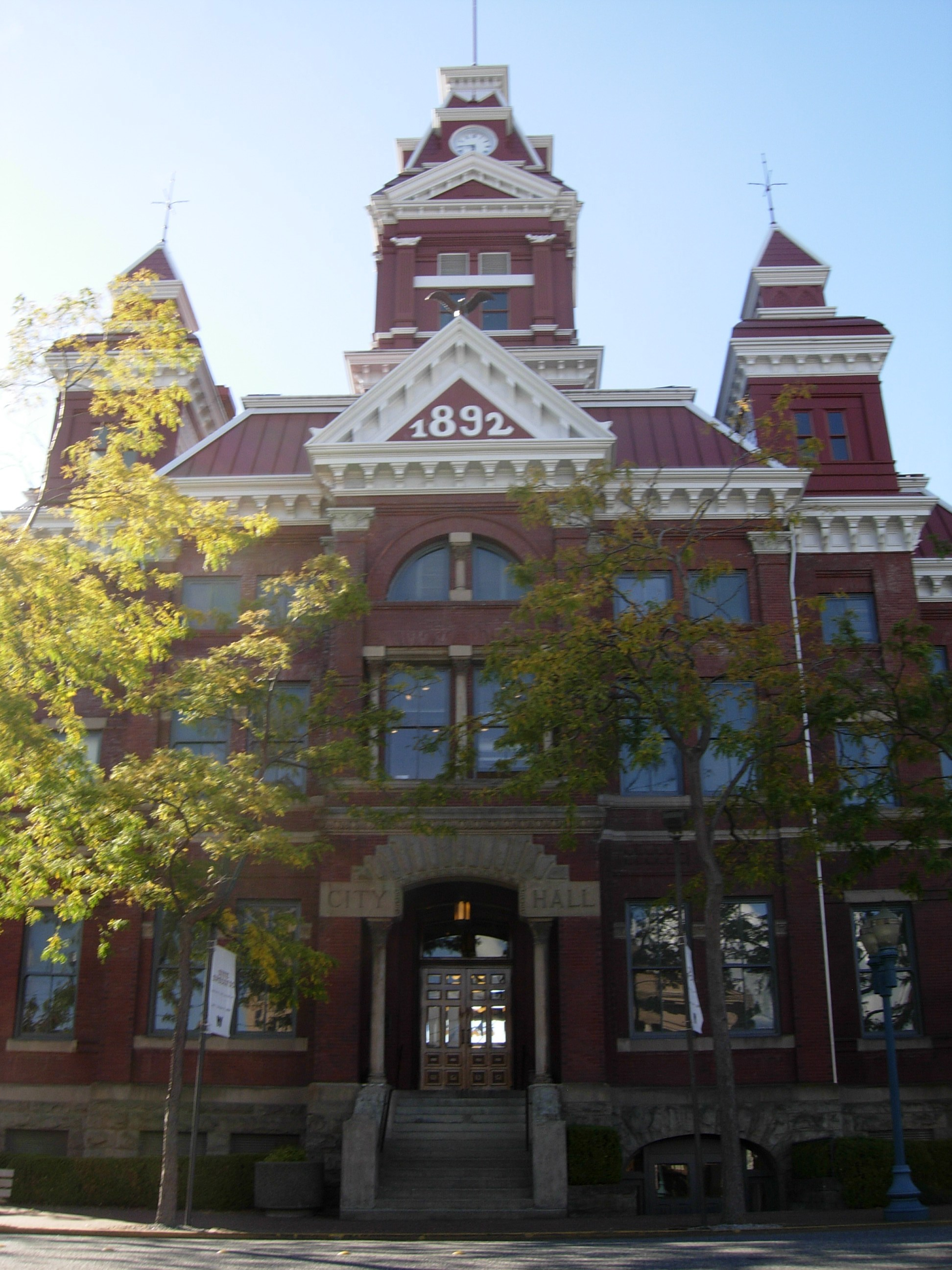
Stará budova radnice v centru města.

Whatcomské muzeum historie a umění se nachází v budově postavené roku 1892 jako radnice tehdejšího města New Whatcom, které se později se sousedními městy spojilo v Bellingham. Budovu postavil v pozdním viktoriánském stylu místní architekt Alfred Lee, který při stavbě použil červeného pískovce z Chuckanutských hor. Radnici postavil jako téměř přesnou repliku soudu okresu Saginaw v michiganském městě Saginaw. Soud byl postaven roku 1884 Fredem W. Hollisterem a zbořen v roce 1971.
Původně budova stála na útesu nad Bellinghamovým zálivem, postupem času jí ale vyplnění pobřeží půdou posunulo dále od pobřeží. Nyní se nachází nad Parkem námořního dědictví.
Do roku 1936 budova sloužila jako radnice a v roce 1941 se stala částí muzea. V roce 1962 ji poškodil požár, poté však bylo od místních občanů vybráno dost peněz na rekonstrukci.
V roce 2009 muzeum otevřelo pobočku v nové budově zvané Lightcatcher, kterou postavila skupina seattleských architektů Olson Kundig Architects. Svůj název, „chytač světla“, získala díky své 11 metrů vysoké a 55 metrů dlouhé zdi s mnoha energii šetřícími strategiemi.